# Vidrio de calcogenuro
El vidrio de calcogenuro es un vidrio que contiene uno o más calcógenos (azufre, selenio y telurio, pero excluyendo el oxígeno). Dichos vidrios son materiales unidos covalentemente y pueden clasificarse como sólidos de red covalente El polonio también es un calcógeno, pero no se usa debido a su fuerte radiactividad. Los materiales de calcogenuro se comportan de manera bastante diferente a los óxidos, en particular, sus espacios de banda más bajos contribuyen a propiedades ópticas y eléctricas muy diferentes.
Los vidrios de calcogenuros clásicos (principalmente los basados en azufre, como el As-S o el Ge-S) son fuertes formadores de vidrio y poseen vidrios dentro de grandes regiones de concentración. La capacidad de formación de vidrio disminuye con el aumento del peso molar de los elementos constituyentes, es decir, S > Se > Te.
Los compuestos de calcogenuro como AgInSbTe y GeSbTe se utilizan en discos ópticos regrabables y dispositivos de memoria de cambio de fase. Son formadores de vidrio frágiles: al controlar el calentamiento y el recocido (enfriamiento), se pueden cambiar entre un estado amorfo (vítreo) y cristalino, cambiando así sus propiedades ópticas y eléctricas y permitiendo el almacenamiento de información.

## Química
Los vidrios de calcogenuros binarios más estables son compuestos de un calcogenuro y un elemento del grupo 14 o 15 y pueden formarse en una amplia gama de relaciones atómicas. También se conocen vidrios ternarios.
No todas las composiciones de calcogenuros existen en forma vítrea, aunque es posible encontrar materiales con los que estas composiciones no vítreas pueden alearse para formar un vidrio. Un ejemplo de ello son los vidrios a base de sulfuro de galio. El sulfuro de galio (III) por sí solo no es un formador de vidrio conocido; sin embargo, con sulfuros de sodio o lantano forma un vidrio, el vidrio de sulfuro de galio y lantano (GLS).

## Aplicaciones

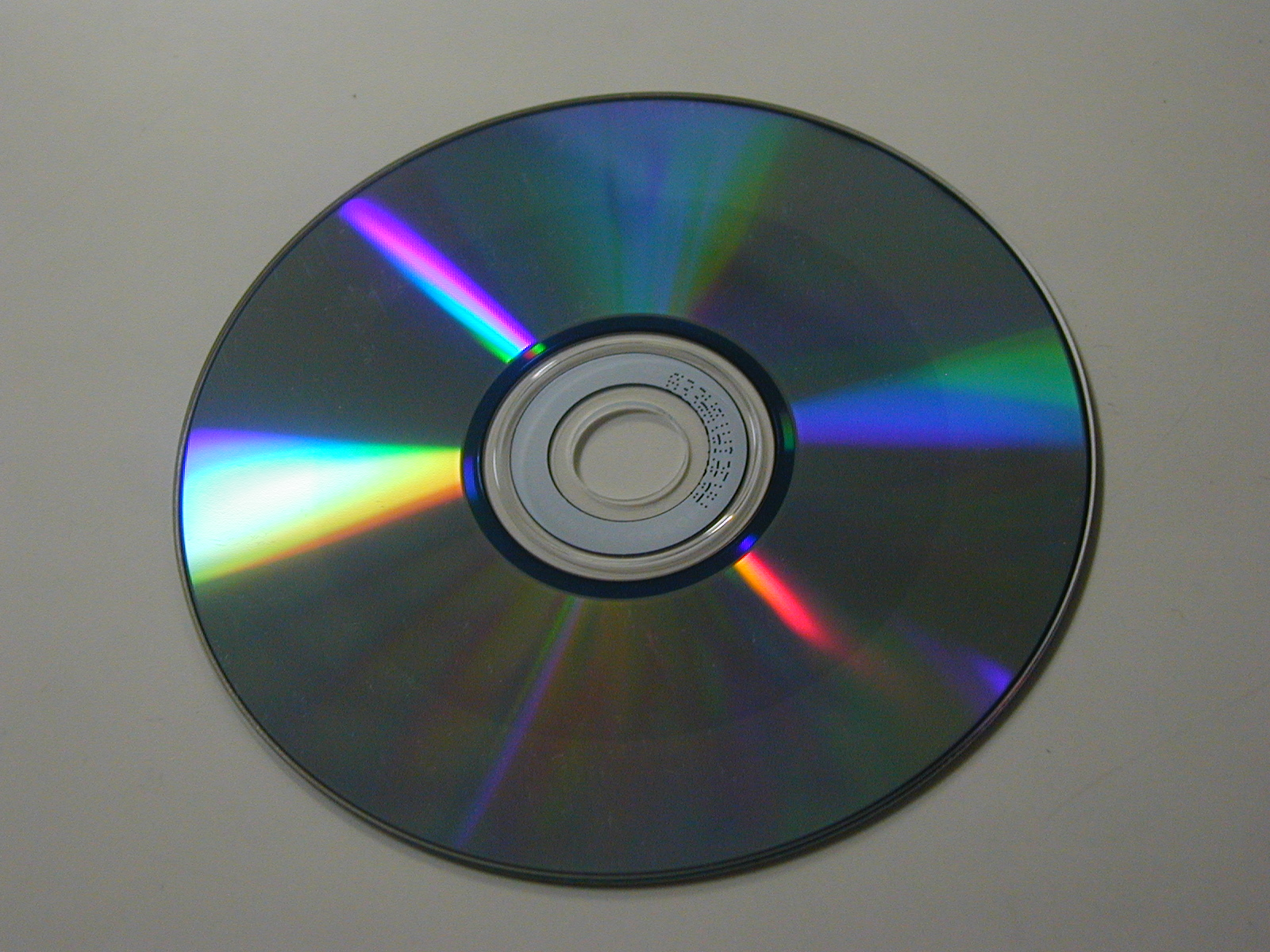
Un CD-RW (CD). Los materiales de calcogenuro amorfo forman la base de la tecnología de memoria de estado sólido regrabable de CD y DVD.

Entre sus usos se incluyen los detectores de infrarrojos, la óptica infrarroja moldeable, como las lentes y las fibras ópticas infrarrojas, cuya principal ventaja es que estos materiales transmiten en una amplia gama del espectro electromagnético infrarrojo .
Las propiedades físicas de los vidrios de calcogenuros (alto índice de refracción, baja energía fonónica, alta no linealidad) también los hacen ideales para su incorporación a láseres, óptica planar, circuitos integrados fotónicos y otros dispositivos activos, especialmente si están dopados con iones de elementos de tierras raras. Algunos vidrios de calcogenuros presentan varios efectos ópticos no lineales, como la refracción inducida por fotones y la modificación de la permitividad inducida por electrones.
Algunos materiales calcogenuros experimentan cambios de fase amorfos a cristalinos por efecto térmico. Esto los hace útiles para codificar información binaria en películas finas de calcogenuros y constituye la base de discos ópticos regrabables y dispositivos de memoria no volátil como las PRAM. Ejemplos de estos materiales de cambio de fase son GeSbTe y AgInSbTe. En los discos ópticos, la capa de cambio de fase suele estar intercalada entre capas dieléctricas de ZnS-SiO2, a veces con una capa de una película promotora de la cristalización. Otros materiales menos utilizados son InSe, SbSe, SbTe, InSbSe, InSbTe, GeSbSe, GeSbTeSe y AgInSbSeTe.
Intel afirma que su tecnología de memoria 3D XPoint basada en calcogenuro logra un rendimiento y una durabilidad de escritura 1000 veces mayor que la memoria flash .
La conmutación eléctrica en semiconductores calcogenuros surgió en la década de 1960, cuando el calcogenuro amorfo Te
48As
30Si
12Ge
10 presentaba transiciones bruscas y reversibles en la resistencia eléctrica por encima de un umbral de tensión. Si se deja que la corriente persista en el material no cristalino, éste se calienta y cambia a forma cristalina. Esto equivale a escribir información en él. Una región cristalina puede fundirse por exposición a un breve e intenso pulso de calor. Un enfriamiento rápido posterior hace que la región fundida vuelva a atravesar la transición vítrea. Por el contrario, un pulso de calor de menor intensidad y mayor duración cristalizará una región amorfa. Los intentos de inducir la transformación vítrea de los calcogenuros por medios eléctricos constituyen la base de la memoria de acceso aleatorio por cambio de fase (PC-RAM). Esta tecnología ha sido desarrollada por ECD Ovonics hasta su uso casi comercial. Para las operaciones de escritura, una corriente eléctrica suministra el impulso térmico. El proceso de lectura se realiza a tensiones por debajo del umbral utilizando la diferencia relativamente grande de resistencia eléctrica entre los estados vítreo y cristalino. Ejemplos de estos materiales de cambio de fase son GeSbTe y AgInSbTe.
Además de las aplicaciones de memoria, el contraste de propiedades mecánicas entre fases amorfas y cristalinas es un concepto emergente de sintonización de frecuencias en sistemas nanoelectromecánicos resonantes

## Investigación
Las propiedades semiconductoras de los vidrios de calcogenuro fueron reveladas en 1955 por BT Kolomiets y NA Gorunova del Instituto Ioffe, URSS.
Aunque las transiciones estructurales electrónicas relevantes tanto para los discos ópticos como para la PC-RAM ocuparon un lugar destacado, no se tuvieron en cuenta las contribuciones de los iones, a pesar de que los calcogenuros amorfos pueden tener importantes conductividades iónicas. En Euromat 2005 se demostró que el transporte iónico también puede ser útil para el almacenamiento de datos en un electrolito sólido de calcogenuro. A escala nanométrica, este electrolito consiste en islas metálicas cristalinas de seleniuro de plata (Ag2Se) dispersas en una matriz amorfa semiconductora de seleniuro de germanio (Ge2Se3).
Las aplicaciones electrónicas de los vidrios de calcogenuros han sido un tema activo de investigación a lo largo de la segunda mitad del siglo XX y más allá. Por ejemplo, la migración de iones disueltos es necesaria en el caso electrolítico, pero podría limitar el rendimiento de un dispositivo de cambio de fase. La difusión tanto de electrones como de iones participa en la electromigración, ampliamente estudiada como mecanismo de degradación de los conductores eléctricos utilizados en los modernos circuitos integrados. Así pues, un enfoque unificado del estudio de los calcogenuros, que evalúe las funciones colectivas de átomos, iones y electrones, puede resultar esencial tanto para el rendimiento como para la fiabilidad de los dispositivos.

## Otras lecturas
- Zakery, A.; S.R. Elliott (2007). Optical nonlinearities in chalcogenide glasses and their applications. New York: Springer. ISBN 9783540710660.
- Frumar, M.; Frumarova, B.; Wagner, T. (2011). «4.07: Amorphous and Glassy Semiconducting Chalcogenides».  En Pallab Bhattacharya; Roberto Fornari; Hiroshi Kamimura, eds. Comprehensive Semiconductor Science and Technology 4. Elsevier. pp. 206-261. ISBN 9780444531537. doi:10.1016/B978-0-44-453153-7.00122-X.

- Datos: Q5068626